# Маргерит, Виктор
Викто́р Маргери́т (фр. Victor Margueritte, 1866—1942) — французский романист, драматург, поэт, публицист и историк, получивший мировую известность скандальным романом «Холостячка» (фр. La Garçonne, 1922).
Сын дивизионного генерала Жана Огюста Маргерита и младший брат писателя Поля Маргерита.

## Биография
Родился в Алжире. В 1870 его отец погиб при Седане.
Окончил бакалавром Лицей Генриха IV в Париже.
Начало литературной деятельности Маргерита относится к 1883, когда он дебютировал книжкой стихов «Ветка сирени» (фр. «Brin de lilas»).
С 1886 служил в колониальных войсках в Африке и в Мексике.
В 1891 поступил в кавалерийскую школу «Кард Нуар» в Сомюре. В том же году опубликован его написанный совместно с братом Полем роман «Разгром» (фр. «Le désastre», 1891).
В 1896 в звании лейтенанта драгун выходит в отставку, с намерением всецело посвятить себя литературе. В 1898 получает орден Почётного легиона (будет отобран в 1922, в связи со скандалом с «Холостячкой»).
С 1906 по 1908 занимает пост президента Общества литераторов.
С 1896 по 1908 он пишет в сотрудничестве с братом Полем, который публикует их совместные произведения под своим именем.
В 1907 появляется его первый самостоятельный роман «Проститутка» (фр. «Prostituée»; русск. издание — М., 1924). Роман вызвал обвинения в порнографии.
В 1922 выходит 1-я книга трилогии «Женщина в пути» (фр. «La femme en chemin»; русск. издание — М., 1925) — «Холостячка» (фр. «La garçonne», русск. переводы — «Женщина-холостяк», Пг., 1924; «Моника Лербье», М., 1924), которая имеет колоссальный успех и переводится на все языки мира. Маргерита снова обвиняют в порнографии, в подрыве семейных основ и лишают ордена Почётного легиона.
В 1926 Виктор Маргерит совместно с писателем Арманом Шарпантье (фр. Armand Charpentier, 1864—1949) основал журнал «Эволюция» (фр. «Évolution»). Журнал этот, мелкобуржуазно-пацифистский по направлению, уделял много внимания СССР, помещая статьи как иностранных журналистов, так и советских работников о росте индустриализации и коллективизации, о национальном вопросе в СССР и мн. др.
Большой скандальный успех имел и роман Маргерита «Твоё тело принадлежит тебе» («Ton corps est à toi», — русск. пер. 1928).
Роман Маргерита «Вавилон» (1934) переводила Н. Я. Мандельштам (М.: Гослитиздат, 1935).
В 1935, по приглашению А. Я. Аросева посетил Советский Союз.

## Оценка творчества с классовых позиций советской критики
Согласно А. Певзнеру, автору статьи о писателе в Литературной энциклопедии (Т.6, 1932), в своём творчестве Виктор Маргерит выражает идеологию радикальных слоёв французской мелкой буржуазии. Постоянные темы его многочисленных произведений — вопросы быта и семьи, вопросы взаимоотношения полов в современном капиталистическом обществе.

Его романы, как например «Проститутка» и «Холостячка», дают богатый бытовой материал; но этот материал дан в сыром, неоформленном виде, без должных выводов. Поданный в спокойных, натуралистических тонах, он теряет свою действенность, и Маргерит из обличителя буржуазных нравов становится поставщиком «занимательного» чтения с сугубо сексуальным содержанием. Видя всё разложение, всю гниль и мерзость капиталистического общества, он не показывает причины его разложения. Маргерит рассматривает капиталистическое общество лишь в бытовом плане и переключает классовую борьбу на борьбу полов. Таково его объяснение причин проституции, таков бунт Моники в «Холостячке», таково самоопределение Анники в «Товарище» (фр. «Le Compagnon», 1923 — русск. пер. «Спутник», М., 1925) и т. д. Маргерит не доходит до конца. Его бунтари в конце-концов возвращаются на стезю добродетели, и стезей добродетели оказываются те формы буржуазного быта, против которых Маргерит вначале восстаёт. Здесь опять ярко проявляется мелкобуржуазная сущность творчества писателя: протестуя против капиталистического общества, в котором не находит себе места, он в то же время от него уйти никуда не может, так как гибель капитализма означает и исчезновение условий мелкобуржуазного существования. Но даже при всей своей мелкобуржуазной ограниченности романы Маргерита больно ударили по буржуазной Франции. Он раскрыл те бытовые язвы, которые тщательно скрывались.
Одним из главных произведений Маргерита является роман «Коммуна» (фр. «La commune»), написанный им в 1904 совместно с братом Полем Маргеритом. Идея романа — ужас перед войной и перед теми, кто её начинает. Такая точка зрения свойственна мелкобуржуазному гуманизму, который противопоставляет пацифизм чисто биологического порядка, то есть ужас перед войной как перед актом физического уничтожения человечества, истинно революционному пониманию войны как формы классовой борьбы. В своём романе братья Маргериты представляют Парижскую Коммуну как бы «мученицей» перед лицом буржуазии. В этом ярко проявляется мелкобуржуазный характер творчества братьев Маргерит: не будучи в силах дать конкретную, действенную, революционную программу, они смогли увидеть в первой в мире пролетарской революции только символ жертвенности.
Исторические работы Маргерита: «На краю бездны» (фр. «Au bord du gouffre», 1919) и «Преступники» фр. «Les criminels», 1925), — показывают отношение писателя к империалистической войне. Вместо того чтобы резко выступить против войны, Маргерит занял промежуточную позицию мелкой буржуазии. В «На краю бездны» он указывает на неспособность правительства как на причину мировой бойни, а в позднейшей работе — «Преступники» — он становится на сентиментально-гуманистическую точку зрения.

## Произведения

### Романы
- Проститутка / Prostituée (1907)
- Le Talion (1908)
- Jeunes Filles (1908)
- Le Petit roi d’ombre (1909)
- Le Talion (1909)
- Золото / L’Or (1910)
- Le Journal d’un moblot (1912)
- Les Frontières du Cœur (1912)
- La Rose des ruines (1913)
- Родная земля / La Terre natale (1917)
- Un cœur farouche (1921)
- Le Soleil dans la geôle (1921)
- Холостячка (Женщина-холостяк; Моника Лербье) / La Garçonne (1922)
- Спутник / Le Compagnon (1923)
- Чета / Le Couple (1924)
- К счастью. Твоё тело принадлежит тебе / Vers le bonheur. Ton corps est à toi (1927)
- Vers le bonheur. Le Bétail humain (1928)
- К счастью. Песнь пастуха / Vers le bonheur. Le Chant du berger (1930)
- Non ! roman d’une conscience (1931)
- Вставайте, живые! / Debout les vivants ! (1932)
- Nos égales. Roman de la femme d’aujourd’hui (1933)
- Du sang sur l’amour (1934)
- Вавилон / Babel (1934)

### Эссе
- Pour mieux vivre (1914)
- Ж-Б. Карпо / J.-B. Carpeaux (1914)
- На краю бездны, август-сентябрь 1914 / Au bord du gouffre, août-septembre 1914 (1919)
- Глас Египта / La Voix de l'Égypte (1919)
- Последняя война: Преступники / La Dernière Guerre : les Criminels (1925)
- Жан-Жак и любовь / Jean-Jacques et l’amour (1926)
- La Patrie humaine (1931)
- Великий француз. Генерал Маргерит / Un grand Français. Le général Margueritte. Avec des pages de Paul Margueritte extraites de : Mon père. Centenaire algérien (1960)
- Аристид Бриан / Aristide Briand (1932)
- Les Femmes et le désarmement et de l’immortalité en littérature (1932)
- Avortement de la S.D.N. (1936)

### Разное
- Ветка сирени, стихи / Brin de lilas (1883)
- Спящая красавица / La Belle au bois dormant (1896), féerie en un acte et en vers
- La Double méprise, ou le Pire n’est pas toujours certain, d’après Calderon, comédie en 4 actes, en vers, Paris, Théâtre de l’Odéon, 17 mars 1898
- Au Fil de l’heure, сб. стихов (1896)
- L’Imprévu, comédie en 2 actes, Paris, Comédie-Française, 19 février 1910
- La Mère, pièce en un prologue et huit tableaux, d’après le roman de Maxime Gorki, Paris, Théâtre de la Renaissance[фр.], 15 mai 1937
- Ноктюрны: стихи / Nocturnes, poèmes (1944)

### Совместно с Полем Маргеритом
- La Pariétaire (1896)
- Le Carnaval de Nice (1897)
- Poum, aventures d’un petit garçon (1897)
- Une époque (4 volumes, 1897-1904)

- Le désastre (Metz, 1870)
- Les tronçons du glaive (La défense nationale, 1870-71)
- Les braves gens (Épisodes, 1870-71)
- La Commune (Paris, 1871)

- Femmes nouvelles (1899)
- Le Poste des neiges (1899)
- Mariage et divorce (1900)
- Les Deux Vies (1902)
- Le Jardin du Roi (1902)
- L’Eau souterraine (1903)
- Зетта, история одной девочки / Zette, histoire d’une petite fille (1903)
- Histoire de la guerre de 1870-71 (1903)
- Le Prisme (1905)
- Quelques idées : le mariage libre, autour du mariage, pèlerins de Metz, l’oubli et l’histoire, les charges de Sedan, l’officier dans la nation armée, l’Alsace-Lorraine (1905)
- Le Cœur et la loi, pièce en 3 actes, Paris, Théâtre de l’Odéon, 9 octobre 1905
- Sur le vif (1906)
- Vanité (1907)
- L’Autre, pièce en 3 actes, Paris, Comédie-Française, 9 décembre 1907
- Nos Tréteaux. Charades de Victor Margueritte. Pantomimes de Paul Margueritte (1910)
- Les Braves Gens. La Chevauchée au gouffre (Sedan) (1935)

## Советские издания
(русские переводы романов Виктора Маргерита выходили также и в дореволюционное время)
- Проститутка. М., 1924.
- Золото. Л.: Мысль, 1924.
- Женщина-холостяк [: Холостячка ]. Пг., 1924.
- Моника Лербье [: Холостячка ]. М.: Мосполиграф, 1924 (и др. изд.).
- Женщина в пути [: трилогия : «Женщина-холостяк», «Спутник», «Чета» ]. M., 1925.
- Твоё тело принадлежит тебе. М., 1928.
- Вавилон / Пер. Н.Хазиной. М.: Гослитиздат, 1935.
- Молодые девушки Пер. П. Н. Ариян. — Ленинград ; Москва : Петроград, [1927]. — 173 с.[5]